# Journal of Colonialism and Colonial History
Journal of Colonialism and Colonial History – czasopismo naukowe założone w 2000 roku, poświęcone zagadnieniom związanym z kolonializmem. Założycielką i redaktorką pisma jest Patricia W. Romero z Towson University.
Czasopismo ukazuje się wyłącznie w Internecie. Wydawcą jest Johns Hopkins University Press.